# Psilotaceae
Ver Pteridophyta para una introducción a las plantas vasculares sin semilla
Las psilotáceas (nombre científico Psilotaceae, "whisk ferns" en inglés) son una familia de plantas emparentadas con los helechos, que se caracterizan por poseer el esporófito muy simplificado (sin raíces, con hojas reducidas, y con un tallo que se ramifica dicotómicamente), lo que probablemente se debe a su asociación con hongos. Muchas de ellas son epífitas. Son la única familia del orden Psilotales.
La simplificación que sufrió el cuerpo del esporófito al haberse asociado con hongos para su desarrollo, hizo creer durante mucho tiempo que las psilotáceas eran plantas que retuvieron muchos caracteres primitivos similares a los encontrados en las primeras plantas vasculares del registro fósil como Rhynia, si bien no se habían encontrado fósiles que sostuvieran este argumento. Por lo tanto habrían sido plantas que se hubieran desprendido del árbol filogenético de las plantas vasculares antes de la aparición de los helechos en sentido amplio (monilofitas).
Hoy en día, los modernos análisis de filogenia basados en estudios de ADN consensuaron en que las psilotáceas como aquí definidas se posicionan como grupo hermano de las ofioglosáceas (que es un grupo de helechos primitivos con quien comparten importantes caracteres únicos que heredaron del ancestro común a las dos familias) en un nodo basal de los helechos en sentido amplio o monilofitas. Hay solo dos géneros vivientes, Psilotum con 2 especies y Tmesipteris con unas 10 especies.

## Descripción
Las psilotáceas son plantas vasculares con ciclo de vida haplodiplonte donde la alternancia de generaciones es bien manifiesta, por lo tanto poseen esporófito y gametófito que se desarrollan hasta ser multicelulares y son independientes el uno del otro (dependiendo cada uno exclusivamente de sí mismo para sobrevivir), con esporas como unidad de dispersión y de resistencia. El gametófito es un "talo" (cuerpo sin organización en tejidos) y produce las gametas que al ser fecundadas desarrollan un esporófito cuya estructura es un "cormo" (organizado en raíz y vástago y un sistema vascular que los vincula), el esporófito en sus esporangios da las esporas que en condiciones favorables se desarrollan en nuevos gametófitos. Debido a estas características, tradicionalmente se agrupa a las psilotáceas con el resto de las plantas vasculares sin semilla o "pteridofitas".
Raíces ausentes, carácter único en pteridofitas. La planta está anclada al sustrato por tallos subterráneos que pueden portar "gemas" ("gemmae" en inglés), ver descripción más adelante.
Los tallos aéreos son erectos o colgantes, glabros (sin pelos), simples o ramificados dicotómicamente. Las hojas están dispuestas en espiral a lo largo del tallo (en algunas especies la disposición es dística). 
Las hojas son pequeñas, escamosas o punzadas ("awl-shaped") a lanceoladas, simples o con una bifurcación. En el corte anatómico se observa que las recorre una sola vena, o no tienen venas.
Dos o tres esporangios se unen entre sí por medio de tejido parenquimático hasta formar un sinangio (también puede verse descripto como un solo esporangio 2-3 locular en lugar de un sinangio con 2-3 esporangios), el sinangio tiene tantos lóbulos como esporangios, y parece nacer en el lado adaxial de la hoja bifurcada (según Judd et al. 2002, también puede ser sésil —ubicarse directamente sobre el tallo—). Los esporangios son homospóricos (solo poseen 1 morfo de esporas). Muchas (más de 1000) esporas por esporangio. Los esporangios son considerados de tipo eusporangiado.
Al microscopio se observa que las esporas son reniformes ("forma de poroto"), con marca monolete.
Junto con las ofioglosáceas y a diferencia del resto de las monilofitas, el gametófito es axial, es decir que está unido al tallo, y en Psilotum también es subterráneo. El gametófito es micorrícico (está asociado con hongos que exploran el suelo), no fotosintético. A los propágulos del gametófito, responsables de la propagación vegetativa, se los llama "gemas".
|  |  |  |  |

## Ecología
De distribución pantropical y también presentes en climas templados donde no hay estaciones muy frías (clima "warm temperate" en inglés), no se desarrollan en áreas muy secas. El mayor número de especies se encuentra en el sudeste de Asia y el Pacífico Sur, principalmente en bajas altitudes.
Son plantas herbáceas. Pueden ser terrestres pero lo más común es que sean epífitas, cuando es así se las encuentra especialmente sobre los troncos de los helechos arborescentes. Dependen de la presencia de ciertos hongos con los que forman micorrizas endofíticas, necesarias para la producción de esporas.

## Evolución y filogenia
Introducción teórica en filogenia
Como circunscripto según Smith et al. (2006) (ver taxobox), es monofilético (Hasebe et al. 1995, Hauk 1995, Pryer et al. 2001a y 2004). 
Hasta el 2001 Psilotum fue considerado un "fósil viviente", verdadero exponente vivo de las primeras plantas vasculares como Rhynia. Sin embargo esa hipótesis nunca recibió apoyo del registro fósil de esta familia, que no sostiene una posible relación con Rhynia, aunque no es muy extenso.
Los análisis de ADN demostraron que junto con Ophioglossaceae forman un grupo monofilético hermano del resto de los helechos, junto con los cuales y junto con Equisetum forman la división Monilophyta.
Ahora que está consensuado están inequívocamente emparentadas con el resto de las monilofitas, se han reinterpretado sus rasgos morfológicos, y ahora se considera que la simplicidad de sus caracteres es una reducción (es decir, que sufrieron una simplificación a partir de un estado más complejo de sus caracteres, estado correspondiente al ancestro común a todos los helechos junto a los equisetos y este clado). Aparentemente la reducción fue consecuencia de su asociación con hongos o micotrofia (Judd et al. 2002). 
|  |

Ahora que se conoce la filogenia de las psilotáceas, se sabe que los esporófitos de sus antepasados poseían hojas de tipo eufilo (y por lo tanto son descendientes de las primeras eufilofitas), y si bien todas las plantas con hojas amplias (hojas llamadas por ese motivo frondes o megafilos) son eufilofitas, en las psilotáceas los eufilos se encuentran considerablemente reducidos.
Para leer una discusión sobre las sinapomorfías compartidas con las ofioglosáceas, ver Psilotopsida.

## Taxonomía
Introducción teórica en Taxonomía
La clasificación más actualizada es la de Christenhusz et al. 2011 (basada en Smith et al. 2006, 2008); que también provee una secuencia lineal de las licofitas y monilofitas.
- - Orden F. Psilotales Prantl,  Lehrb. Bot., ed. 5: 183 (1884).

1 familia.
- -     - Familia 6. Psilotaceae J.W.Griff. & Henfr.,  Microgr. Dict.: 540 (1855). Sinónimos: Tmesipteridaceae Nakai, Chosakuronbun Mokuroku [Ord. Fam. Trib. Nov.] : 206 (1943).

2 géneros (Psilotum, Tmesipteris). Referencias: Bierhorst (1977), Brownsey & Lovis (1987), Gensel (1977).

### ClasificaciónsensuSmithet al.2006
Clados y taxones superiores: Plantae (clado), Viridiplantae, Streptophyta, Streptophytina, Embryophyta, Tracheophyta, Euphyllophyta, Monilophyta, Clase Psilotopsida, Orden Psilotales, familia Psilotaceae.
Circunscripción: 2 géneros: 
- Psilotum con unas 2 especies, cosmopolita.
- Tmesipteris con unas 10 especies, en Australia y el Pacífico Sur.

Sinónimo: Tmesipteridaceae.

### Otras clasificaciones
Debido a la ramificación dicotómica del tallo y la simplificación generalizada del esporófito, en las clasificaciones tradicionales este clado era ubicado en su propia clase, como una pteridofita antigua. La clasificación sensu Engler es la siguiente:
- Reino Plantae (polifilético), división Embryophyta asiphonogama (parafilético), subdivisión Pteridophyta (parafilético), clase Psilotopsida, orden Psilotales, familia Psilotaceae (monofilético, equivalente a Psilotales / Psilotaceae sensu Smith et al.).